# Explosionsschutz

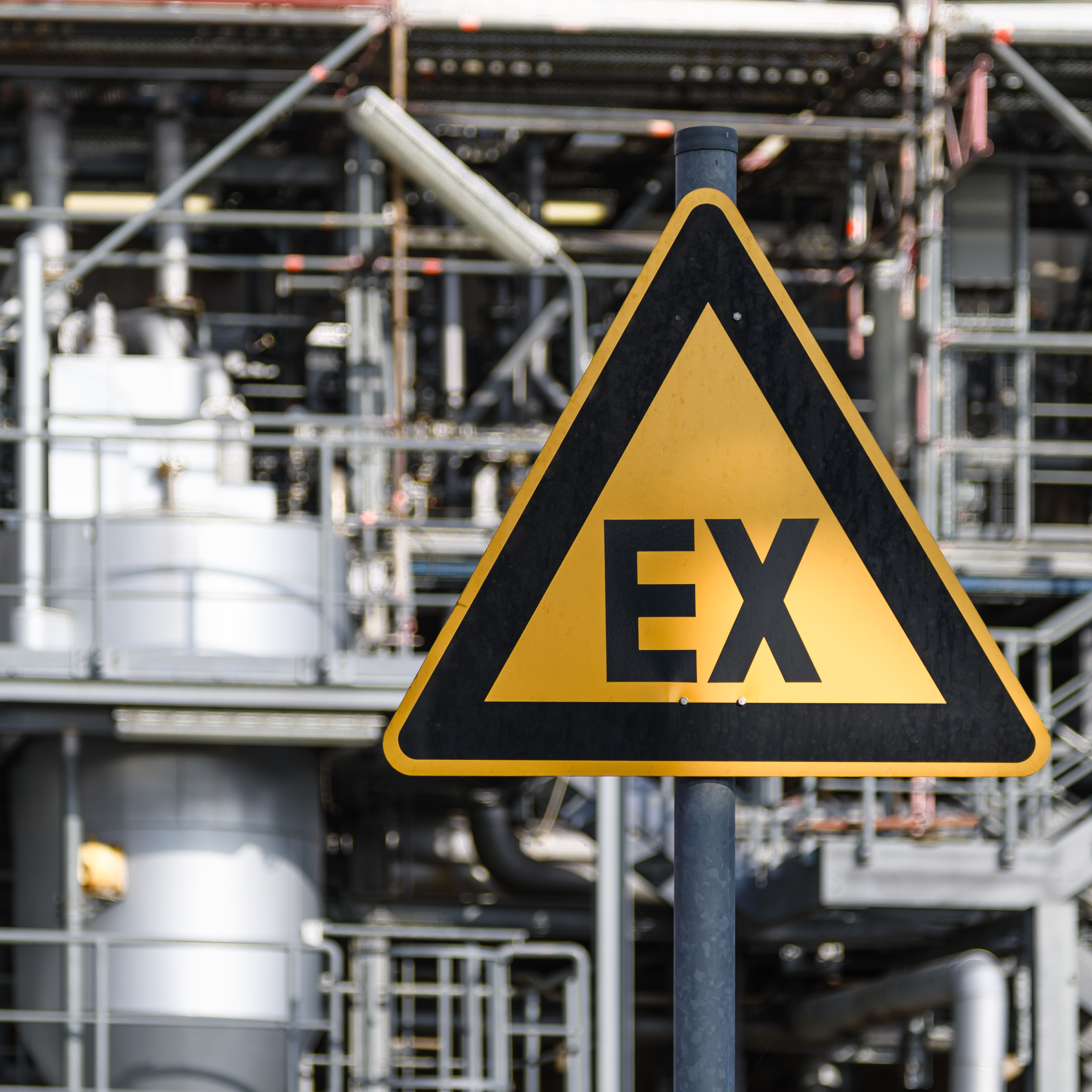
Markierung eines Bereiches mit Explosionsgefahren in einem Chemiewerk

Der Explosionsschutz ist ein Teilgebiet der Technik, das sich mit dem Schutz vor der Entstehung von Explosionen und deren Auswirkungen beschäftigt. Er gehört zum Bereich der Sicherheitstechnik und dient der Verhütung von Schäden an Personen oder Gegenständen. Diese können ihre Ursache haben in menschlichem Fehlverhalten (Fehlbeurteilung bestehender Arbeitsbedingungen) oder defekte Arbeitsmittel, die wirksame Zündquellen des zu beurteilenden Systems darstellen. Der Explosionsschutz wird durch Umsetzung der integrierten Explosionssicherheit durch primäre, sekundäre und tertiäre Schutzziele erreicht. Sie umfassen zunächst Vermeidungsstrategien, die zum Beispiel durch Substitution die Entstehung explosionsfähiger Gemische vermeiden müssen, und zwar soweit das nach dem legal definierten Stand der Technik möglich ist. Nur wenn das nicht umsetzbar ist, greifen sekundär technische und auch ggf. auch organisatorische Maßnahmen, welche zum generellen Schutzziel haben, die Zündung auftretender explosionsfähiger Gemische unbedingt zu vermeiden. Erst wenn das technologisch nicht sicher verhindert werden kann, greift das tertiäre Schutzziel der Auswirkungsbegrenzung im Explosionsschutz (z. B. druckfeste Bauweise, Freiluftaufstellung mit Schutz- und ggf. auch Sicherheitsabständen).
Grundlage hierzu sind gesetzliche Bestimmungen wie zum Beispiel das EU-Gefahrstoffrecht, die Arbeitsmittelbenutzungsrichtlinie, die ATEX-Richtlinien der Europäischen Union oder National Electrical Code (NEC) in den USA.
In Deutschland greifen vorrangig das Gefahrstoffrecht (Gefahrstoffverordnung mit den Technischen Regeln für Gefahrstoffe, TRGS) und die Betriebssicherheitsverordnung mit den technischen Regeln (TRBS).

## Bedeutung
Die Notwendigkeit und Bedeutung der Regelungen des Explosionsschutzes ist mit dem laufenden Fortschritt in der Industrialisierung gewachsen. Nicht nur im Bereich der chemischen Industrie und des Bergbaus müssen Explosionsgefahren betrachtet werden, sondern auch in weiten Bereichen der verarbeitenden Industrie. Zu den bekannten klassischen Bereichen wie Mühlen, Lagerhäuser für Getreide etc. kommen weitere Produktionsbereiche zum Beispiel in der Textilindustrie oder der holzverarbeitenden Industrie hinzu, in denen es durch die erhöhten Verarbeitungsgeschwindigkeiten und die verstärkte Mechanisierung zu einem stärkeren Abrieb der beteiligten Materialien und damit zu einem erhöhten Gefährdungspotential kommt. Durch die Tendenz zu immer größeren Produktionseinheiten, höherem Produktionsvolumen und nicht zuletzt wegen der restriktiveren rechtlichen Bestimmungen hat sich die Zahl der potentiell betroffenen Betriebe erhöht.
In technischen Anlagen können sich unter bestimmten Bedingungen Explosionen ereignen, bei denen Menschen zu Tode kommen und große Sachschäden auftreten können. Ein Beispiel sind Schlagwetterexplosionen im Bergbau. Der Entzündung von Grubengas folgen oft noch heftigere Explosionen durch die Entzündung von aufgewirbeltem Kohlenstaub. Die schwerste Explosion in Deutschland ereignete sich 1921 im Stammwerk der BASF in Ludwigshafen-Oppau, bei der 561 Menschen ums Leben kamen. 1979 ereignete sich in der Bremer Rolandmühle eine schwere Mehlstaubexplosion, die 17 Tote zur Folge hatte. Internationale Beispiele von Explosionskatastrophen mit hohen Opferzahlen und massiven Schäden sind in jüngerer Zeit die Explosionskatastrophe von Tianjin 2015 und die Explosionskatastrophe in Beirut 2020. Die Auswirkungen von Explosionen stellen eine erhebliche Gefährdung dar.

## Grundlagen
Eine Explosion ist „eine plötzliche Oxidations- oder Zerfallsreaktion mit Anstieg der Temperatur, des Drucks oder beider gleichzeitig“ (ISO 8421-1, EN 1127-1). Voraussetzung für das Auftreten einer Explosion ist das Vorliegen einer explosionsfähigen Atmosphäre (also einer ausreichenden Mischung aus Oxidator und oxidierbarem Stoff) in Anwesenheit einer wirksamen Zündquelle. Für einen wirkungsvollen Explosionsschutz muss mindestens einer der drei Parameter des Explosionsdreieckes: oxidierbarem Stoff, Oxidator oder Zündquelle unter die wirksame Schwelle reduziert werden.

## Sicherheitstechnische Kenngrößen

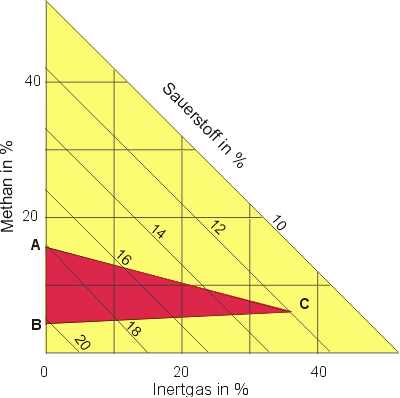
Dreiecksdiagram des Gasgemisches Methan/Luft [Sauerstoffanteil]/Inertgas (Stickstoff oder CO_{2})

Unter dem Begriff der "Sicherheitstechnischen Kenngrößen" werden Werte für Stoffe ermittelt, die bei der Festlegung von Explosionsschutzmaßnahmen notwendig sind. Diese Werte sind in der Regel chemisch-physikalische Werte, die in Datenbanken (z. B. CHEMSAFE, GESTIS oder GESTIS-Staubdatenbanken) zur Verfügung gestellt werden, um konkrete Aussagen über z. B. Zündquellen oder Anlagenfestigkeiten zu tätigen. Sehr oft fehlen diese Werte (speziell bei Stäuben) und müssen daher für den konkreten Anwendungsfall erst ermittelt werden.
Wichtige sicherheitstechnische Kenngrößen sind unter anderem:
- Explosionsgrenzen – Mischungsverhältnisse zwischen brennbarer Substanz und Oxidator (typischerweise Luft)
- Mindestzündenergie – Die Energie, die benötigt wird, um das zündfähige Gemisch der Substanz in einem bestimmten Oxidator zu entzünden.
- Mindestzünddruck – Der Gesamtdruck, der mindestens benötigt wird, damit das zündfähige Gemisch der Substanz in einem bestimmten Oxidator entzündet werden kann.
- Grenzspaltweite (MESG) – Die Grenzspaltweite für ein bestimmtes Gasgemisch wird in einem normierten Verfahren (IEC 60079-1) bestimmt. Dabei wird ermittelt, welche maximale Breite, sprich Weite, bei einem 25 mm langen Spalt (in einem Behälter des Gases) ein Hinauszünden noch verhindert. (EN 60079-20-1)[4][5]
- Explosionspunkte
- Flammpunkt

In einem Dreiecksdiagram können für ein explosionsfähiges Gas-Sauerstoff-Inertgas-Gemisch verschiedene Bereiche dargestellt werden.
- Unterhalb der Strecke BC: Bereich unterhalb der unteren Explosionsgrenze; die Fortpflanzung einer Explosion ist nicht möglich,
- Dreieck ABC: explosionsfähiges Gemisch,
- Oberhalb der Strecke AC: Bereich oberhalb der oberen Explosionsgrenze; die Fortpflanzung einer Explosion ist nicht möglich,
- Bereich rechts vom Punkt C: Aufgrund der Inertisierung des Gemisches ist eine Explosionsfortpflanzung nicht möglich.

Der maximale Explosionsdruck wird bei einem stöchiometrischen Verhältnis von brennbarem Gas und Luft erreicht. Die maximalen Explosionsdrücke von Kohlenwasserstoffen und Luft liegen zwischen 8 und 10 bar. Je weiter die Zusammensetzung eines brennbaren Gas- und Luftgemisches von dem stöchiometrischen Verhältnis abweicht oder ein nicht an der Reaktion beteiligtes Gas (Inertgas) untergemischt wird, umso geringer ist der Temperatur- und Druckanstieg im Falle einer Zündung. Wenn die Temperatur nicht mehr hoch genug ist, um Radikale für die Reaktion zu bilden, dann kann sich eine Explosion nicht weiter fortpflanzen.

### Stäube
Die Zündung brennbarer Stäube kann dann erfolgen, wenn der Staub eine geringe Korngröße (in der Regel unter 0,5 mm Partikelgröße) aufweist. Voraussetzung für eine Explosion ist neben einer wirksamen Zündquelle eine ausreichende Dichteverteilung des Staubes in der Atmosphäre. Die hier angewandte untere Explosionsgrenze wird anhand der Staubdichte in der Luft (in g/m³) angegeben. Eine Staubablagerung von weniger als einem Millimeter in einem Raum kann bei Aufwirbelung bereits eine gefährliche explosionsfähige Atmosphäre zur Folge haben. Die Dichteverteilung des Staubes in der Atmosphäre ist zeitlich sehr unterschiedlich. Daher kann im Gegensatz zu den Ansätzen bei gasförmigen explosionsfähigen Stoffen (Bestimmung der Konzentration von Gasen in der Luft über den temperaturabhängigen Partialdruck) keine eindeutige Aussage hinsichtlich des Erreichens der Explosionsgrenzen gegeben werden. Wenn staubförmige Stoffe eine ausreichend feine Körnung aufweisen und in ausreichender Konzentration in der Atmosphäre vorliegen, dann besteht die Gefahr einer Staubexplosion und es müssen Explosionsschutzmaßnahmen ergriffen werden.
Kriterien für die Auswirkung einer Staubexplosion sind
- Medianwert der Korngrößenverteilung,
- untere Explosionsgrenze,
- maximaler zeitlicher Druckaufbau pro Kubikmeter Volumen: KSt in bar m/s (auch KSt-Wert),
- maximaler Explosionsüberdruck,
- die Mindestzündenergie.

Entsprechend den KSt-Werten werden die Staubexplosionsklasse eingeteilt.
Als Zündquellen kommen bei Stäuben
- heiße Oberflächen,
- statische Elektrizität,
- mechanisch erzeugte Funken,
- Glimmnester,
- Lichtbögen in Betracht.

#### Glimmnester
Besonders bei längerer Verweilzeit von brennbaren Stäuben besteht die Gefahr der Selbstentzündung. Solange ein brennbarer Staub sich in einer nicht bewegten Schüttung entzündet, verläuft nach einer Selbstentzündung die Verbrennung langsam, da wenig Luft zu dem Glimmnest zuströmen kann. Wird allerdings der Staub mit dem Glimmnest durch ein Fördersystem mit hohem Luftanteil ausgetragen, wirkt das Glimmnest als Zündquelle für das zu betrachtende Staub-Luft-Gemisch. Da Glimmnester in vielen technischen Anwendungen nicht ausgeschlossen werden können, müssen für diesen Fall geeignete Maßnahmen vorgesehen werden, um eine Gefährdung durch Explosionen zu vermeiden.
- Erkennen von Glimmnestern durch die Überwachung von Oberflächentemperaturen oder besser durch eine automatische CO-Messung,
- Einleitung von Gegenmaßnahmen nach dem Erkennen von Glimmnestern (Inertisierung mit CO2, N2 oder Wasserdampf),
- Explosionsdruckstoßfeste Bauweise oder Einbau von Druckentlastungsklappen und Auslegung des Bauteils nach dem reduzierten Explosionsdruck nach VDI 2263 und VDI 3673 (Druckentlastung von Staubexplosionen) oder DIN EN 14491 (Systeme zur Druckentlastung von Staubexplosionen).
- Örtliche Begrenzung von Explosionen durch den Einbau von Schnellschlussarmaturen, Löschmittelsperrung oder Schleusensystemen. Eine explosionstechnische Entkopplung kann auch durch eine geeignete als Schutzsystem zertifizierte Zellenradschleuse erfolgen.

Daher ist die Maßnahme der Zündquellenvermeidung bei der Betrachtung von Stäuben oft keine ausreichende Explosionsschutzmaßnahme.

#### Entzündung an heißen Oberflächen
Besonders muss auch die Entzündung von Stäuben auf heißen Oberflächen betrachtet werden. Insbesondere die organischen Stäube haben eine schlechte Wärmeleitfähigkeit. Eine wärmedämmende Staubschicht auf einem elektrischen Betriebsmittel führt zu einem Anstieg der Oberflächentemperatur. Bei ausreichend dicker Staubablagerung kann die Glimmtemperatur erreicht werden und eine Zündung zur Folge haben. Im Vergleich zu den Gasen und Dämpfen weisen Stäube eine deutlich höhere Zündenergie auf. Es muss jedoch berücksichtigt werden, dass sich Stäube zum Beispiel bei pneumatischer Förderung stark aufladen können.

#### Zündquellenbetrachtung
Eine Auswertung der Zündquellen bei Staubexplosionen hat ergeben, dass mechanische Funken/mechanische Erwärmung die Hauptzündquelle (32,7 %) darstellt; es folgen Glimmnester (12,7 %) und elektrostatische Entladungen (8,5 %).

#### Datenbank zu Brenn- und Explosionskenngrößen von Stäuben
Die Datenbank GESTIS-STAUB-EX umfasst wichtige Brenn- und Explosionskenngrößen von derzeit über 7000 Staubproben. aus vielen verschiedenen Branchen als Grundlage zur sicheren Handhabung brennbarer Stäube und zur Planung von Schutzmaßnahmen gegen Staubexplosionen. Die Datensammlung wird erstellt und gepflegt vom Institut für Arbeitsschutz der Deutschen Gesetzlichen Unfallversicherung (IFA)
Die Daten stammen von folgenden Prüfstellen: Bundesanstalt für Materialforschung und -prüfung (BAM), Berufsgenossenschaft Nahrungsmittel und Gastgewerbe (BGN), Institut für Arbeitsschutz der Deutschen Gesetzlichen Unfallversicherung (IFA), DMT-Gesellschaft für Forschung und Prüfung mbH, Fachstelle für Brand- und Explosionsschutz über Tage – Bergbau-Versuchsstrecke (BVS), Henkel KGaA.
Der Datenbestand darf öffentlich genutzt werden. Eine kommerzielle Nutzung oder eine teilweise oder vollständige Übernahme in andere Informationssysteme ist ohne ausdrückliche Genehmigung der DGUV nicht erlaubt. Jegliche Haftung ist ausgeschlossen.

## Maßnahmen zum Explosionsschutz

### Methodischer Ansatz

Methodischer Ansatz zum Explosionsschutz

Die Maßnahmen des Explosionsschutzes sind wie folgt aufgeteilt:
Primärer ExplosionsschutzMaßnahmen, welche eine Bildung gefährlicher explosionsfähiger Atmosphäre verhindern oder einschränken (Vermeiden explosionsfähiger Atmosphäre).
Sekundärer ExplosionsschutzMaßnahmen, welche die Entzündung gefährlicher explosionsfähiger Atmosphäre verhindern (Vermeiden wirksamer Zündquellen).
Tertiärer ExplosionsschutzMaßnahmen, welche die Auswirkungen einer Explosion auf ein unbedenkliches Maß beschränken (Konstruktiver Explosionsschutz).
Der in der Aufzählung oben stehenden Explosionsschutzmaßnahme ist der Vorrang gegenüber den darunter liegenden zu geben. Soweit im Rahmen des Explosionsschutzdokumentes festgestellt wird, dass eine Maßnahme nicht ausreichend ist, können die Maßnahmen auch kombiniert werden.

#### Primärer Explosionsschutz
Vorrangig ist die Vermeidung einer explosionsfähigen Atmosphäre. Explosionsschutz muss planmäßig herbeigeführt werden. In Deutschland müssen dazu, nach der Betriebssicherheitsverordnung (BetrSichV) die Gefährdungen ermittelt werden. Außerdem sind die Gefahrstoffverordnung (GefStoffV) und die Explosionsschutzverordnung (11. ProdSV) anzuwenden.

##### Substitution
Um die Gefährdung durch eine Explosion zu verringern, wird gemäß der Maßnahmenhierarchie geprüft, ob der explosionsgefährdete Stoff durch einen Stoff mit verringerter oder keiner Explosionsgefahr ersetzt werden kann (z. B. Ersatz von lösungsmittelhaltigen Farben durch wasserlösliche, oder Ersatz von trockenem Aluminiumpulver durch in Öl suspendiertes Aluminiumpulver).

##### Entfernen und Verdünnung der explosionsfähigen Stoffe
Bei explosionsfähigen Stäuben kann durch regelmäßiges Entfernen, am besten durch Abwaschen, die Explosionsgefahr beseitigt werden. Dabei muss beachtet werden, dass die eingesetzten Reinigungsgeräte bei Betrieb selber keine Explosion verursachen dürfen. Diese Gefahr besteht beispielsweise bei nicht explosionsgeschützten Staubsaugern. Werden mit nicht explosionsgeschützten Staubsaugern zum Beispiel Schießstände gereinigt, kommt es mit hoher Wahrscheinlichkeit zu einer schweren Explosion, da nicht detoniertes feines Schießpulver sich im Staubsauger ansammelt und leicht entzündet werden kann. Auch auf den ersten Blick harmlose Stoffe wie Mehl oder Holzstaub können so unerwartet beim Reinigen explodieren. Als Zündquelle kommt dann auch elektrostatische Aufladung in Frage.
Bei explosionsfähigen Dämpfen von Flüssigkeiten oder Gasen kann eine explosionsfähige Atmosphäre durch Verhindern einer Akkumulation durch Abtransport kombiniert mit Verdünnung deutlich unter die untere Explosionsgrenze (UEG) erreicht werden. Dies kommt dem Entfernen und Verdünnen von explosionsfähigen Stäuben gleich.

##### Passivierung der explosionsfähigen Stoffe
Durch die Konditionierung können die explosionsfähigen Stoffe in einen nicht explosionsfähigen Zustand überführt werden. Dabei ist darauf zu achten, dass die Konditionierung ausreichend lange wirksam bleibt. Ein erprobtes Verfahren ist zum Beispiel die Behandlung von in trockenem Zustand explosionsfähigen Stäuben mit hygroskopischen Stoffen, die Feuchtigkeit aus der Luft binden und dabei den Stoff dauerhaft so feucht halten, dass er nicht zu einem explosionsfähigen Gemisch aufgewirbelt werden kann.
Bewährt hat sich zum Beispiel das Besprühen der verstaubten Stellen mit konzentrierter hygroskopischer Magnesiumchloridlösung (MgCl2 (aq.)). Dieses ist im Bergbau eine weit verbreitete Methode zur Befeuchtung von Kohlenstaub, der sich auf horizontalen oder schrägen Flächen des Streckenausbaus oder sonstigen Winkeln ablagert und bei einer Schlagwetterexplosion so am Aufwirbeln gehindert werden kann. Nachteilig ist, dass Magnesiumchloridlösung stark korrosiv wirkt.

##### Inertisierung
Durch Inertisierung zum Beispiel mit Stickstoff kann ein Gaspolster über einer brennbaren entzündlichen Flüssigkeit aufgebracht und so die Bildung einer explosionsfähigen Atmosphäre vermieden werden (Vermeidung des Explosionsdreiecks: Beschleierung).

##### Isolation
Die explosionsfähigen Stoffe sollten technisch dicht gelagert oder unter Vermeidung der Zuführung von Luft verarbeitet werden.

#### Sekundärer Explosionsschutz
Hierunter versteht man die Vermeidung wirksamer Zündquellen. Die Bereiche, in welchen eine gefährliche explosionsfähige Atmosphäre (g. e. A.) auftreten kann, müssen als explosionsgefährdete Zonen ausgewiesen werden. Um in diesen Zonen eine Explosion zu verhindern, dürfen keine wirksamen Zündquellen verwendet werden. Gemäß TRBS 2152 Teil 3 gibt es 13 mögliche Zündquellen:
- heiße Oberflächen,
- Flammen und heiße Gase,
- mechanisch erzeugte Funken (Schlag- oder Reibfunken (daher funkenfreies Werkzeug aus Berylliumbronze)),
- elektrische Anlagen,
- Elektrische Ausgleichsströme, kathodischer Korrosionsschutz,
- Statische Elektrizität,
- Blitzschlag,
- Elektromagnetische Felder im Bereich der Frequenzen von 9 × 103 Hz bis 3 × 1011 Hz,
- Elektromagnetische Strahlung im Bereich der Frequenzen von 3 × 1011 Hz bis 3 × 1015 Hz bzw. Wellenlängen von 1000 μm bis 0,1 μm (optischer Spektralbereich)
- Ionisierende Strahlung,
- Ultraschall,
- adiabatische Kompression, Stoßwellen, strömende Gase,
- Chemische Reaktionen.

Je höher und länger die Wahrscheinlichkeit des Auftretens einer g. e. A. ist, desto höher sind die Anforderungen an die dort eingesetzten Geräte. Die Ausdehnung einer explosionsgefährdeten Zone hängt von der austretenden Menge des betrachteten Stoffs und der eingeleiteten primären Explosionsschutzmaßnahmen (zum Beispiel Lüftung, Gaswarnanlage) ab. Ferner sind die spezifischen Eigenschaften des Stoffes bei der Zonenfestlegung zu beachten (Dichte im Verhältnis zu Luft, Explosionsgrenzen, maximaler Explosionsdruck, Druckaufbaugeschwindigkeit).
Durch Lüftungsmaßnahmen kann die räumliche Ausdehnung einer explosionsgefährdeten Zone reduziert werden oder es kann eine Ex-Zone mit geringeren Anforderungen gewählt werden. Es besteht zum Beispiel die Möglichkeit, bei Überschreitung eines Grenzwertes an einer Gaswarnanlage eine Zwangslüftung einzuschalten oder nicht explosionsgeschützte Betriebsmittel abzuschalten. Die Schutzmaßnahmen werden meistens bei 25 % bis 50 % der unteren Explosionsgrenze (UEG) eingeleitet.

#### Konstruktiver Explosionsschutz
Nicht in allen Fällen ist es möglich, nur durch Auswahl geeigneter Betriebsmittel die Gefahr einer Explosion auf das geforderte Maß zu reduzieren. Es müssen dann zusätzliche Explosionsschutzmaßnahmen angewendet werden, um die Auswirkungen einer Explosion zu beherrschen und zu begrenzen, um so eine Personengefährdung auszuschließen. Der tertiäre Explosionsschutz wird angewandt, wenn die Maßnahmen des primären und sekundären Explosionsschutz nicht ausreichen.
- Verdichter für explosionsfähige Gasgemische, die als Zündquelle nicht auszuschließen sind,
- pneumatische Förderung explosionsfähiger Stäube,
- Silos und Bunker für explosionsfähige Stäube, in denen das Entstehen oder Einbringen von Glimmnestern möglich ist,
- zusätzliche Maßnahme in den Zonen 0 und 20.

Folgende Maßnahmen kommen in Frage
- explosionsdruck- oder explosionsdruckstoßfeste Bauweise von Apparaten und Bauwerken, die dem Explosionsdruck standhalten (konstruktiver Explosionsschutz),
- Flammendurchschlagsicherungen, die eine Flammenfront soweit abkühlen, dass eine Explosion räumlich begrenzt bleibt,
- Wassertauchungen in Rohrleitungen, die ebenfalls eine Explosion unterbrechen (Flammensperre),
- automatische Schnellschlusseinrichtungen in Verbindung mit geeigneten IR-Detektoren, die mit einer ausreichend kurzen Reaktionszeit Ventile in angeschlossenen Rohrleitungen schließen,
- autark arbeitende Verschlussventile in Rohrleitungen für Gase (Ventex-Ventile), die bei plötzlichem Druckanstieg Leitungsabschnitte absperren.
- Explosionsunterdrückungssysteme (z. B. automatische Schaumlöscheinrichtungen) ausgelöst durch geeignete IR-Detektoren oder Drucksensoren mit Auswertegeräten. Mit diesen Systemen wird eine explosive Reaktion erkannt und unterdrückt (gelöscht), bevor größerer Schaden durch unzulässigen Druckanstieg entsteht. Der Einsatz wird meistens mit anderen Explosionsschutzmaßnahmen kombiniert, beispielsweise Schnellschlusseinrichtungen, dynamische Flammensperren, um die Explosion räumlich zu begrenzen.
- Druckentlastungseinrichtungen (Druckentlastungsklappen, Berstscheiben), die den Explosionsdruck auf ein beherrschbares Maß begrenzen (zum Beispiel an großen Silos). Sicherheitsventile sind nicht geeignet, den Druckanstieg durch eine Explosion abzuführen, da hierzu große Entlastungsflächen erforderlich sind.

### Einteilung der explosionsgefährdeten Zonen
Explosionsgefährdete Bereiche werden nach Häufigkeit und Dauer des Auftretens von gefährlicher explosionsfähiger Atmosphäre in Zonen unterteilt.
| Gase   | Zone 0 | Zone 1 | Zone 2 |
| ------ | --- | --- | --- |
| Gase   | (Definition nach BetrSichV und GefStoffV) … ist ein Bereich, in dem gefährliche explosionsfähige Atmosphäre als Gemisch aus Luft und brennbaren Gasen, Dämpfen oder Nebeln ständig, über lange Zeiträume oder häufig vorhanden ist. Anwendungsinterpretation: Der Begriff häufig ist im Sinne von zeitlich überwiegend zu verwenden, das heißt, dass explosionsgefährdete Bereiche der Zone 0 zuzuordnen sind, wenn mehr als 50 % während der Betriebsdauer einer Anlage explosionsfähige Atmosphäre vorherrscht. Dies ist eigentlich nur im Inneren von Rohren und Behältern der Fall. | (Definition nach BetrSichV und GefStoffV) … ist ein Bereich, in dem sich bei Normalbetrieb gelegentlich eine gefährliche explosionsfähige Atmosphäre als Gemisch aus Luft und brennbaren Gasen, Dämpfen oder Nebeln bilden kann. Anwendungsinterpretation: Überschreitet das Vorhandensein explosionsfähiger Atmosphäre eine Zeitdauer von etwa 30 Minuten pro Jahr oder tritt diese gelegentlich, zum Beispiel täglich, auf, ist aber kleiner als 50 % von der Betriebsdauer der Anlage, so liegt nach allgemeiner Meinung Zone 1 vor. | (Definition nach BetrSichV und GefStoffV) … ist ein Bereich, in dem im Normalbetrieb eine gefährliche explosionsfähige Atmosphäre als Gemisch aus Luft und brennbaren Gasen, Dämpfen oder Nebeln normalerweise nicht auftritt, und wenn doch, dann nur selten und für kurze Zeit. Anwendungsinterpretation: Unter vielen Experten besteht allgemeiner Konsens darin, dass der Begriff kurzzeitig einer Zeitdauer von etwa 30 Minuten pro Jahr entspricht. Weiterhin wird ausgesagt, dass explosionsfähige Atmosphäre bei Normalbetrieb normalerweise nicht zu erwarten ist. Entsteht bereits einmal im Jahr kurzzeitig explosionsfähige Atmosphäre, so sollte der betroffene Bereich bereits in Zone 2 eingestuft werden. |
| Stäube | Zone 20 | Zone 21 | Zone 22 |
| Stäube | ist ein Bereich, in dem gefährliche explosionsfähige Atmosphäre in Form einer Wolke aus in der Luft enthaltenem brennbaren Staub ständig, über lange Zeiträume oder häufig vorhanden ist. | ist ein Bereich, in dem sich bei Normalbetrieb gelegentlich eine gefährliche explosionsfähige Atmosphäre in Form einer Wolke aus in der Luft enthaltenem brennbaren Staub bilden kann. | ist ein Bereich, in dem bei Normalbetrieb eine gefährliche explosionsfähige Atmosphäre in Form einer Wolke aus in der Luft enthaltenem brennbaren Staub normalerweise nicht oder aber nur kurzzeitig auftritt. |

In Deutschland wurde vor der Einführung der ATEX-Richtlinien und der EN-Normen bei Stäuben unterteilt in Zone 10 (entspricht heute ungefähr Zone 20/21) und Zone 11 (entspricht heute ungefähr Zone 22).
In den Zonen muss die Wahrscheinlichkeit der Wirksamkeit von Zündquellen verringert werden. In Zone 2/22 reicht es aus, wenn die Geräte keine betriebsbedingten Zündquellen aufweisen. Für Geräte mit Zündgefahren, die in der Zone 1 oder 21 verwendet werden, darf auch bei Auftreten eines Fehlers die Wirksamkeit der Zündquellenvermeidung nicht beeinträchtigt werden. In Zone 0/20 müssen bei der Auslegung der Geräte auch sehr seltene Fehler, die eine Zündquelle darstellen, ausgeschaltet werden.
Für die Einteilung von Zonen sind die Parameter Explosionsgrenzen, freisetzbare Stoffmengen und Volumenstrom der Lüftungsmaßnahmen sowie ggf. eingesetzte Überwachungseinrichtungen relevant. Die freisetzbare Stoffmenge und die Wahrscheinlichkeit und Zeitdauer eines Austritts ist oft schwierig zu quantifizieren. Als Anhaltspunkt zur Ausdehnung explosionsgefährdeter Zonen kann die Beispielsammlung im Anhang der DGUV Regel 113-001 (früher BGR 104) dienen.

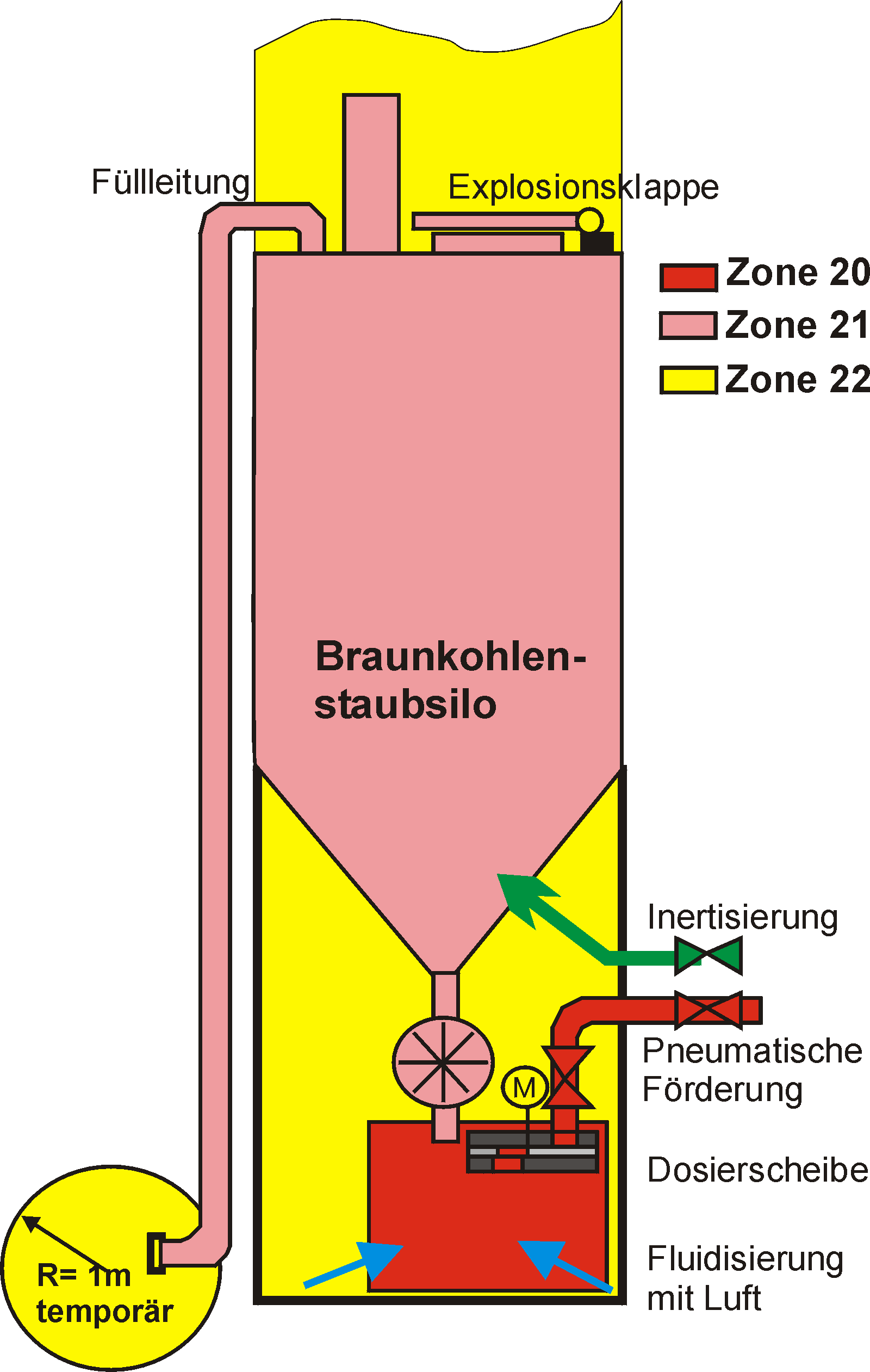
Ex-Zonenplan für ein Braunkohlestaubsilo

#### Zoneneinteilung im Inneren von Apparaten
Im Inneren von Lagerbehältern, die zur Atmosphäre offen sind und in denen Flüssigkeiten gelagert werden, die sich häufig oberhalb des Flammpunktes erwärmen, muss die Explosionszone 0 angesetzt werden. Die Ex-Zone kann zum Beispiel durch eine Inertisierung mit Druckregelung verringert werden. Die Zone 1 kann erreicht werden, wenn durch zusätzliche Überwachungseinrichtungen die Eintrittswahrscheinlichkeit für das Auftreten eines explosiven Gemisches entsprechend der Definition für Zone 1 herabgesetzt werden kann (gelegentliches Auftreten).
Apparate oder Rohrleitungen, die auch unter Berücksichtigung sehr selten auftretender Fehler immer ein Gasgemisch oberhalb der oberen Explosionsgrenze enthalten, sind keine explosionsgefährdeten Zonen. Hierunter fallen zum Beispiel Erdgasrohrleitungen oder Flüssiggasleitungen, da diese immer mit Überdruck gegenüber der Atmosphäre betrieben werden. Besondere Bedingungen werden aber gestellt, wenn diese Bauteile nach einer Entleerung wieder mit dem brennbaren Stoff gefüllt werden sollen. Die möglicherweise enthaltene Luft muss herausgespült oder die Apparatur muss vor dem Füllen inertisiert werden. Hierfür sind entsprechende Betriebsanweisungen erforderlich (siehe auch Explosionsschutzdokument).

#### Zoneneinteilung in Räumen
Räume mit Apparaten oder Rohrleitungen, in denen sich Stoffe befinden, die mit der Luft ein explosionsfähiges Gemisch bilden können, müssen dann nicht als explosionsgefährdete Zonen betrachtet werden, wenn die Bauteile auf Dauer technisch dicht sind. Als technisch dichte statische Verbindung gelten geschweißte Ausführungen, Flanschverbindungen mit Nut und Feder oder Flachdichtflächen, wenn metallarmierte oder metallumfasste Dichtungen verwendet werden.
Die genaue Definition einer technisch dichten Verbindung enthält die TRBS 2152 Teil 2 Abschnitt 2.4.3.2.
Eine weitere potentielle Austrittsstelle explosionsfähiger Gase können dynamisch belastete Abdichtungen wie Wellendurchführungen darstellen. Bei einfachen Wellenabdichtungen muss eine explosionsgefährdete Zone ausgewiesen werden. Eine technisch dichte Ausführung wird bei magnetisch gekoppelten Pumpen oder Wellendurchführungen mit doppelt wirkender Gleitringdichtung erreicht. An Spindeldurchführungen von Armaturen kann eine technische Dichtheit durch Abdichtung mittels Faltenbalg und Sicherheitsstopfbuchse oder Stopfbuchsenabdichtung mit selbsttätig nachstellenden Packungen erzielt werden.
Eine auf Dauer technische Dichtheit einer Verbindung setzt voraus, dass geringe Undichtigkeiten frühzeitig erkannt werden. Daher muss durch infrastrukturelle Maßnahmen sichergestellt werden, dass in festgelegten Zeiträumen geeignete Dichtheitsprüfungen durchgeführt werden. Wird auf Dauer technische Dichtheit als Explosionsschutzmaßnahme gewählt, dann muss neben den materiellen Anforderungen auch eine regelmäßige Dichtigkeitsprüfung erfolgen.
In folgenden Fällen ist beim Umgang mit explosionsfähigen Stoffen eine Ex-Zoneneinteilung notwendig: Öffnen von Apparaten, Umfüllen, Versprühen oder Probennahme. Zur Festlegung von Zonen können die Informationen der Berufsgenossenschaften (BGI) hilfreich sein. Um einen Bereich der Zone 1 schließt sich meistens ein Bereich der Zone 2 an. Wenn der gesamte Raum der Zone 1 zugeordnet wird, dann muss ggf. der Türbereich zu einem benachbarten Raum als Zone 2 eingestuft werden.

### Einteilung der Geräte, die in explosionsgefährdeten Zonen verwendet werden können

#### Gruppen

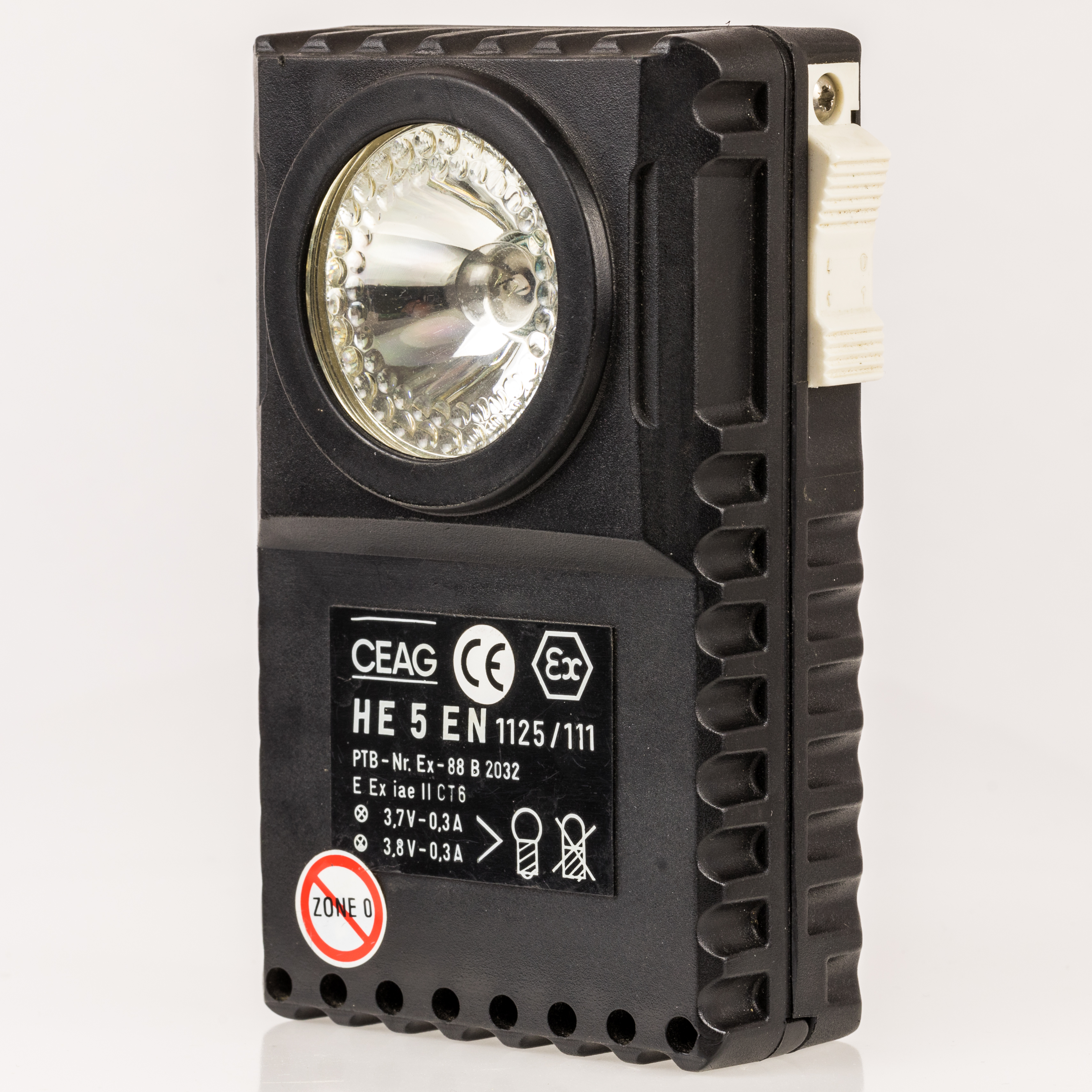
CEAG HE 5 EN Handscheinwerfer, zugelassen für alle Zonen mit Ausnahme der Zone 0

Geräte, die für den Einsatz in explosionsgefährdeter Atmosphäre einsetzbar sind, werden in drei Gruppen eingeteilt.
Bis zur Einführung der EN 60079-0:2009 für explosionsgeschützte elektrische Betriebsmittel waren nur zwei Gruppen unterteilt.
Gerätegruppe Isteht für Geräte zur Verwendung in Untertagebetrieben von Bergwerken sowie deren Übertageanlagen, die durch Grubengas und/oder brennbare Stäube gefährdet werden können. Sie umfasst die Gerätekategorien M1 und M2.

#### Gerätegruppe II
steht für Geräte, die zur Verwendung in den übrigen Bereichen eingesetzt werden, die durch eine explosionsfähige Atmosphäre gefährdet werden können. Sie umfasst die Gerätekategorien 1,2 und 3: Geräte, die in dieser Gerätegruppe eingesetzt werden sollen, müssen gemäß ihrer Eignung entsprechend gekennzeichnet werden.

##### Durch die Gerätekategorie
für welche Zone sie geeignet sind und die angehängten Kennbuchstaben G für Gase, Nebel und Dämpfe (engl. Gas) und D für Stäube (engl. Dust) in welchem Bereich sie eingesetzt werden dürfen. Auch die Kombination G/D ist möglich für Geräte die in Gas und Staub eingesetzt werden dürfen.
Bei explosiven Gasen, Nebeln und Dämpfen
Kategorie 1G für Einsatz in Zone 0
Kategorie 2G für Einsatz in Zone 1
Kategorie 3G für Einsatz in Zone 2
Bei explosiven Stäuben
Kategorie 1D für Einsatz in Zone 20
Kategorie 2D für Einsatz in Zone 21
Kategorie 3D für Einsatz in Zone 22

##### Durch die Explosionsgruppe
für welche Stoffe sie geeignet sind
Bei Gasen, Nebeln und Dämpfen
IIA, IIB, IIC, wobei sich die Eingruppierung aufgrund ihrer spezifischen Zündfähigkeit ergibt. Wobei die Stoffe in Gruppe IIC die gefährlichsten sind und die Stoffe in IIA die am wenigsten gefährlichen
Bei Stäuben
IIIA Fasern und Flusen, IIIB nicht leitfähige Stäube, IIIC leitfähige Stäube

##### Durch die Temperaturklasse
für welche Zündtemperaturen sie geeignet sind. Die Einstufung T1–T6 ist nur bei Geräten der Kategorie 1G, 2G, 3G möglich. Bei Geräten der Kategorie 1D, 2D, 3D (Staub Ex) muss die maximal mögliche Erwärmung als Temperaturwert in die Kennzeichnung.
T1 maximale Oberflächentemperatur < 450 °C
T2 maximale Oberflächentemperatur < 300 °C
T3 maximale Oberflächentemperatur < 200 °C
T4 maximale Oberflächentemperatur < 135 °C
T5 maximale Oberflächentemperatur < 100 °C
T6 maximale Oberflächentemperatur < 85 °C

#### Gerätekategorien in Europa
Entsprechend der ermittelten explosionsgefährdeten Zone, in der ein Gerät eingesetzt werden soll, wird die Gerätekategorie abgeleitet.
Die Gerätekategorien sind in der ATEX-Richtlinie 2014/34/EU bzw. deren bis Anfang 2016 noch anwendbare Vorläuferrichtlinie 94/9/EG definiert. International wird der Begriff Equipment Protection Level (EPL) durch die IEC 60079-0 verwendet.

##### Explosionsgefährdete Bereiche außer Bergbau
Es werden nach der ATEX-Binnenmarkt-Richtlinie 2014/34/EU die Kategorien von 1 bis 3 eingeteilt. Der Buchstabe G steht für Gas, D steht für Staub. In der IEC 60079-0 für elektrische Komponenten und Geräte und somit bei Zulassungen nach dem IECEx Schema werden Equipment Protection Levels (EPL) (deutsch: Geräteschutzniveau) definiert.
Geräte der Kategorie 1G/1D bzw. EPL Ga/Dasind so zu gestalten, dass sie ein sehr hohes Maß an Sicherheit gewährleisten. Geräte dieser Kategorie müssen auch bei selten auftretenden Störungen das erforderliche Maß an Sicherheit gewährleisten. Auch beim Auftreten von zwei Fehlern am Gerät darf es nicht zu einer Zündung kommen. Sie dürfen in Zone 0 (Kategorie 1G) bzw. Zone 20 (Kategorie 1D) eingesetzt werden.
Geräte der Kategorie 2G/2D bzw. EPL Gb/Dbsind so zu gestalten, dass sie ein hohes Maß an Sicherheit gewährleisten. Geräte dieser Kategorie müssen bei häufigen oder üblicherweise zu erwartenden Störungen (Defekte am Gerät) das erforderliche Maß an Sicherheit gewährleisten und Zündquellen vermeiden. Sie dürfen in Zone 1 (Kategorie 2G) bzw. Zone 21 (Kategorie 2D) eingesetzt werden.
Geräte der Kategorie 3G/3D bzw. EPL Gc/Dcsind so zu gestalten, dass sie ein normales Maß an Sicherheit gewährleisten. Geräte dieser Kategorie müssen bei vorhersehbaren Störungen (Defekte am Gerät) das erforderliche Maß an Sicherheit gewährleisten und Zündquellen vermeiden. Sie dürfen in Zone 2 (Kategorie 3G) bzw. Zone 22 (Kategorie 3D) eingesetzt werden.

##### Explosionsgefährdeten Bereiche Bergbau
Die Gerätekategorien mit dem vorgesetzten M sind für den Einsatz in Bergbau (Kohlebergbau) vorgesehen (M = mining, engl. Bergbau). Wesentliches Merkmal ist, dass die Geräte für diesen Bereich für die Gefahr durch Methan-Gas und Kohlestaub ausgelegt sind und die besonderen Einsatzbedingungen unter Tage berücksichtigen. In Deutschland wird der Begriff Schlagwetterschutz für den Explosionsschutz im Steinkohlenbergbau verwendet.
Kategorie M1Geräte der Kategorie M1 dürfen weiterbetrieben werden, wenn die untere Explosionsgrenze von Grubengas überschritten wird. Die untertägige Beleuchtung oder Messgeräte werden nach dieser Gerätegruppe und den höheren Anforderungen an die Fehlerausfalltoleranz ausgelegt.
Kategorie M2Geräte der Kategorie M2 müssen bei Überschreiten des behördlich vorgegebenen Grenzwertes von 20 bis 25 % der unteren Explosionsgrenze von Methan abgeschaltet werden, so dass dann keine Schlagwettergefahr von den Geräten mehr ausgeht. Der Sicherheitsabstand zur unteren Explosionsgrenze ist erforderlich, weil nur an bestimmten Stellen die Gaskonzentration gemessen wird, zum Beispiel an den Stellen, an denen die Grubenwetter den Bereich der Kohlengewinnung (Streb) verlassen. Am Ort des Freiwerdens des in der Kohle gespeicherten Grubengases ist die Konzentration in der Regel höher; die Explosionsgrenze darf aber auch dort nicht erreicht werden.

#### Temperaturklassen
| Temperatur- klasse | Maximale Temperatur | Stoffbeispiele (siehe auch ATEX)           |
| ------------------ | ------------------- | ------------------------------------------ |
| T1                 | 450 °C              | Kohlenmonoxid, Methan, Propan, Wasserstoff |
| T2                 | 300 °C              | Acetylen, Cyclohexan, Ethylen              |
| T3                 | 200 °C              | Diesel, Benzin, Schwefelwasserstoff        |
| T4                 | 135 °C              | Acetaldehyd, Diethylether                  |
| T5                 | 100 °C              |                                            |
| T6                 | 085 °C              | ausschließlich Schwefelkohlenstoff         |

Geräte und Betriebsmittel dürfen in einer explosionsfähigen Atmosphäre nur betrieben werden, wenn deren maximale Oberflächentemperaturen unterhalb der Zündtemperatur des umgebenden explosionsfähigen Gemisches bleiben. Zur einfachen Beurteilung wurden Temperaturklassen definiert, in welche die Geräte entsprechend der maximal erreichbaren Temperatur eingeteilt werden. Die einzelnen Stoffgemische werden entsprechenden Temperaturklassen zugeordnet (T1 bis T6). Bei der Festlegung der Temperaturklasse eines Betriebsmittels ist die maximal zulässige Umgebungstemperatur zu beachten, der es ausgesetzt ist, da diese einen Einfluss auf die erreichbare Gerätetemperatur hat. In den jeweiligen Normen ist festgelegt, welcher Sicherheitsabstand zwischen Zündtemperatur und der Gerätetemperatur einzuhalten ist.
Für Stäube wird die Zündtemperatur für eine Schicht (A-Wert) und eine Wolke (B-Wert) ermittelt. Die zulässige Oberflächen-Grenztemperatur wird berechnet aus dem Minimum der beiden Werte (A −75 °C) oder 2/3*B.

#### Zündschutzarten
Durch technische Maßnahmen muss sichergestellt sein, dass entsprechend der Eingruppierung eines unterstellten explosiven Gemisches (Spaltweite, Temperaturklasse) keine Zündquelle wirken kann. Es gibt mehrere technische Möglichkeiten, den Explosionsschutz eines elektrischen Gerätes zu erreichen. Die Zündschutzarten sind in der Tabelle aufgeführt. In der Ex-Kennzeichnung eines Gerätes wird die Zündschutzart durch den ersten Buchstaben der Zündschutzart genannt.
| Zündschutzart | Zündschutzart                                          | Beschreibung |
| ------------- | ------------------------------------------------------ | --- |
| t             | Schutz durch Gehäuse                                   | Zündschutzart nur für den Staub-Explosionsschutz. Das Gehäuse ist gegen das Eindringen von Staub sicher abgedichtet. Das setzt eine Gehäusedichtigkeit nach IEC/EN 60529 von IP6x voraus. Zusätzlich dürfen staubbelastete Oberflächen eine bestimmte Temperatur nicht überschreiten.                                                        |
| c             | Konstruktive Sicherheit (constructional safety)        | Zündschutzart nur für nichtelektrische Geräte. Die Geräte sind so konstruiert, dass sie bei Normalbetrieb keine Zündquellen aufweisen. Das Risiko des Auftretens von mechanischen Fehlern, die zum Entstehen von Zündquellen führen können, ist auf ein sehr geringes Maß reduziert. Vgl. EN 13463-5.                                        |
| d             | Druckfeste Kapselung (flame proof enclosures)          | Die Komponenten, die eine Zündung auslösen können, sind in ein Gehäuse eingebaut, das dem Explosionsdruck standhält. Die Öffnungen des Gehäuses sind so beschaffen, dass eine Übertragung der Explosion nach außen verhindert wird. |
| e             | Erhöhte Sicherheit (increased safety)                  | Das Entstehen von Funken, Lichtbögen oder unzulässigen Temperaturen, die als Zündquelle wirken könnten, wird durch zusätzliche Maßnahmen und einen erhöhten Grad an Sicherheit verhindert. |
| p             | Überdruckkapselung (pressurized enclosure)             | Das Gehäuse der Geräte ist mit einem Zündschutzgas gefüllt. Es wird ein Überdruck aufrecht gehalten, so dass ein explosives Gasgemisch nicht zu den im Inneren des Gehäuses angeordneten möglichen Zündquellen gelangen kann. Gegebenenfalls wird das Gehäuse dauernd durchströmt.                                                           |
| i             | Eigensicherheit (intrinsic safety)                     | Die Versorgung der elektrischen Betriebsmittel wird über eine Sicherheitsbarriere geführt, die Strom und Spannung soweit begrenzt, dass die Mindestzündenergie und Zündtemperatur eines explosiven Gemisches nicht erreicht wird. Die Betriebsmittel unterteilen sich außerdem in Ex-ia für Ex-Zone 0 bzw. 1 und Ex-ib für Ex-Zone 1 bzw. 2. |
| o             | Flüssigkeitskapselung (protection by liquid immersion) | Die Teile der elektrischen Betriebsmittel, von denen eine Zündung ausgehen kann, sind in eine Schutzflüssigkeit (meistens Öl) getaucht. |
| q             | Sandkapselung (protection by powder filling)           | Das Betriebsmittel ist mit feinkörnigem Sand gefüllt. Ein möglicher Lichtbogen wird soweit gekühlt, dass die Zündung eines explosiven Gemisches ausgeschlossen ist. Die Oberflächentemperatur darf den Grenzwert nicht überschreiten. |
| m             | Vergusskapselung (encapsulation)                       | Die Teile des elektrischen Betriebsmittels, die Zündquellen erzeugen können, sind in Vergussmasse eingebettet, so dass ein Lichtbogen nicht zu einem explosiven Gemisch außerhalb der Kapselung durchtreten kann. |
| n             | Zündschutzmethode (non-incendive, non-sparking)        | Im Normalbetrieb und bei definierten Fehlern geht von dem elektrischen Betriebsmittel keine Zündgefahr aus. |
| b             | Zündquellenüberwachung                                 | Überwachung von potentiellen Zündquellen wie Vakuumpumpen etc. durch Sensoren, um sich anbahnende gefährliche Bedingungen frühzeitig erkennen zu können. |

Bei Schaltanlagen und Transformatoren wählt man oft die Explosionsschutzmaßnahme druckfeste Kapselung. Bei Anschlusskästen und auch Käfigläufermotoren wird oft die Maßnahme erhöhte Sicherheit angewendet. Eine Überdruckkapselung erfolgt vorwiegend bei Betriebsmitteln mit größeren Leistungen (Schaltschränke, große Motoren). Eigensichere Stromkreise kommen nur für Stromkreise mit geringen Leistungen in Betracht. Diese Schutzart wird für Mess- und Steuerkreise sowie für den elektrischen Anschluss von Sensoren und Aktoren verwendet. Die Sicherheitsbarriere ist dabei außerhalb der explosionsgefährdeten Zone angeordnet. Durch Einkapselung möglicher Zündquellen in Form einer Sand- oder Ölfüllung oder durch eine geeignete Vergussmasse in Verbindung mit einer entsprechenden Begrenzung der Oberflächentemperatur kann der Explosionsschutz eines elektrischen Betriebsmittels sichergestellt werden.

## Gesetzlicher Rahmen und Regulierungen

### Europa
Zur Umsetzung der ATEX-Richtlinien können Normen angewendet werden, um die grundlegenden Sicherheits- und Gesundheitsanforderungen (ESHR) nachzuweisen.
Für harmonisierte Normen, die im Official Journal (OJ) der Europäischen Kommission veröffentlicht werden, gilt die Vermutungswirkung.

#### ATEX-Binnenmarkt-Richtlinie 2014/34/EU – Hersteller
Die Beschaffenheitsanforderungen an Einrichtungen und Betriebsmittel, von denen eine Zündgefahr ausgehen kann, sind europaweit harmonisiert worden. Die Anforderungen sind in der ATEX-Produktrichtlinie 2014/34/EU aufgeführt; vorher gültige Produktrichtlinie war die Richtlinie 94/9/EG. Die ATEX-Produktrichtlinie wurde bzw. wird auch als ATEX 100a oder ATEX 95 (seit Maastricht) bzw. ATEX 114 (seit Inkrafttreten des Vertrages von Lissabon) bezeichnet, die Zahl bezieht sich auf den Artikel in dem jeweiligen Vertrag über die Arbeitsweise der Europäischen Union. Die Richtlinie beschreibt die Anforderungen an die grundlegenden Gesundheits- und Sicherheitsanforderungen (engl. ESHR) sowie Konformitätsbewertungsverfahren für elektrische und nicht-elektrische Geräte und Systeme, die in explosionsgefährdeten Bereichen eingesetzt werden können.

##### Kombinierte Bauteile (Baugruppen)
Eine Baugruppe besteht nach § 44 der Leitlinien zur ATEX aus kombinierten Bauteilen (z. B. Pumpen oder Verdichter (mechanische Zündquellen) in Verbindung mit Schutzsystemen wie Flammendurchschlagsicherungen oder Gasanalysetechnik mit Wirkung auf eine PLT-Schutzeinrichtung), die in der Verknüpfung den Explosionsschutz im Sinne der ATEX-Richtlinie gewährleisten sollen. Dieses kombinierte Bauteil (Baugruppe) muss von einer verantwortlichen Person (die dann der Hersteller der Baugruppe ist) als funktionale Einheit in Verkehr gebracht werden.
Soweit der Hersteller nur Explosionsschutz-relevante Bauteile verwendet, die bereits nach der ATEX-Richtlinie zertifiziert worden sind und entsprechend der zugehörigen Betriebsanleitung verwendet werden, dann muss der Hersteller eine Konformitätserklärung und CE- und Ex-Kennzeichnung der Baugruppe vornehmen ohne Einschaltung einer benannten Stelle. Folgende Dokumentation muss der Hersteller, der den Zusammenbau durchführt, erstellen:
- Beurteilung der Zündgefahr,
- Erstellung von technischen Unterlagen (Betriebsanleitung, Beschreibung der bestimmungsgemäßen Verwendung, Angabe der angewandten technischen Normen),
- Liste der Bauteile und Sicherheitsdaten,
- Bei modulare Systemen; Angabe der zulässigen Konfiguration der explosionsschutzrelevanten Geräten und Bauteile,
- Konformitätserklärung nach der Richtlinie 2014/34/EU.

Wenn durch die Kombination der Komponenten eine zusätzliche Zündgefahr besteht oder ein Teilgerät noch keine vollständige Übereinstimmung mit der Richtlinie aufweist, dann muss die Baugruppe dem gesamten für die Kategorie geeigneten Verfahren der Konformitätsbewertung unterzogen werden.
Umsetzung
Allgemeiner Hinweis: Die Anforderungen der ATEX-Richtlinie 2014/34/EU sind unverändert in nationales Recht der Mitgliedsstaaten umzusetzen.
- In Deutschland wurde diese Richtlinie durch die 11. Verordnung zum Produktsicherheitsgesetz Explosionsschutzprodukteverordnung (11. ProdSV) in nationales Recht umgesetzt.

#### ATEX-Sozialmindeststandard-Richtlinie 1999/92/EG – Anlagenbetreiber
Die ATEX-Betriebsrichtlinie 1999/92/EG – früher als ATEX 118a oder ATEX 137, seit Geltung des Lissabon-Vertrages als ATEX 153 bezeichnet – beschreibt die Anforderungen an den Betrieb von Anlagen im explosionsgefährdeten Bereich. Das zentrale Element der Richtlinie die Gefährdungsbeurteilung. Es wird vom Arbeitgeber erwartet, dass er schon vor der Verwendung von Arbeitsmitteln in explosionsgefährdeter Atmosphäre (Arbeitsmittel können auch Anlagen oder Schutzsysteme sein) mögliche Gefährdungen des Arbeitsmittels beurteilt und daraus notwendige und geeignete Schutzmaßnahmen ableitet. Die Gefährdungsbeurteilung darf nur von fachkundigen Personen durchgeführt werden. Festgelegte Schutzmaßnahmen müssen umgesetzt und auf ihre Wirksamkeit regelmäßig überprüft werden. Prüfinhalt, Prüffristen und Qualifikation der Prüfer sind in der Gefährdungsbeurteilung festzulegen. Die getroffenen Schutzmaßnahmen müssen mindestens dem Stand der Technik entsprechen. Gefährdungsbeurteilungen müssen regelmäßig überprüft werden. Vorgaben für Gefährdungsbeurteilungen finden sich in Abschnitt 2 BetrSichV und in § 6 GefStoffV.
Die Einteilung explosionsgefährdeter Anlagen in Zonen ist nicht mehr Pflicht, kann aber weiter genutzt werden. Das Explosionsschutzdokument ist nun Bestandteil der Gefährdungsbeurteilung nach GefStoffV (Gefahrstoffverordnung).
Gefahrdrohendes Mindestvolumen
Als gefahrdrohende Menge einer explosionsfähigen Atmosphäre gelten in jedem Fall bereits 10 Liter, in kleinen Räumen (bis 100 Kubikmetern Raumvolumen) bereits ein Zehntausendstel des Raumvolumens. Wenn dieses Volumen bei dem stöchiometrischen Verhältnis von Flüssiggas und Luft angesetzt wird, reichen dafür bereits 1,6 Gramm Flüssiggas aus. Das zündwilligste Gemisch liegt jedoch in fast allen Fällen über dem stöchiometrischen Gemisch.
Umsetzung
Allgemeiner Hinweis:
Die Anforderungen der ATEX-Richtlinie 1999/92/EG sind Mindestanforderungen, die durch die Mitgliedsstaaten umgesetzt werden müssen. Die Mitgliedsstaaten können die Anforderungen zusätzlich verschärfen.

- Deutschland:

Die Betriebsvorschriften für den Explosionsschutz sind in der seit dem 1. Januar 2003 geltenden Betriebssicherheitsverordnung (BetrSichV) festgelegt, in der auch die ATEX-Betriebsrichtlinie 1999/92/EG in nationales deutsches Recht umgesetzt wurde. In Anlagen mit explosionsgefährdeten Bereichen dürfen nur Geräte nach der ATEX-Produktrichtlinie 2014/34/EU verwendet werden. Es handelt sich dann um eine überwachungsbedürftige Anlage im Sinne des § 2 Nr. 30 des Produktsicherheitsgesetzes (ProdSG).
Der Umfang und die Art der betrieblichen Prüfungen vor erstmaliger Inbetriebnahme und wiederkehrende Prüfungen sowie die Anforderungen an die hierzu befähigten Personen sind in der Betriebssicherheitsverordnung und dem zugehörigen Technischen Regelwerk (TRBS) beschrieben (vgl. § 15, § 16, sowie Anhang 2 Abschnitt 3 BetrSichV:2021).

#### Konformitätsbewertungsverfahren nach der EG-Richtlinie 2014/34/EU
| Geräte- gruppe | Geräte- kategorie | Module |
| I II           | M1 1 G/D          | - Einzelprüfung (Modul G) oder - EG-Baumusterprüfung (Modul B) in Verbindung mit Qualitätssicherung Produktion (Modul D) oder EG-Baumusterprüfung (Modul B) in Verbindung mit Prüfung der Produkte (Modul F) |
| I II           | M2 2 G/D          | - Elektrische Betriebsmittel oder Verbrennungsmotoren: - EG-Baumusterprüfung (Modul B) in Verbindung mit Konformität mit der Bauart (Modul C1) oder EG-Baumusterprüfung (Modul B) in Verbindung mit Qualitätssicherung Produkt (Modul E) - Einzelprüfung (Modul G) - Sonstige nicht elektrische Betriebsmittel - Interne Fertigungskontrolle (Modul A) und Hinterlegung der Unterlagen bei einer benannten Stelle - Einzelprüfung (Modul G) |
| II             | 3 G/D             | - Interne Fertigungskontrolle - Einzelprüfung (Modul G) |

Seit dem 26. Februar 2014 muss die EU-Richtlinie 2014/34/EU und ihr Konformitätsbewertungsverfahren verbindlich für Geräte und Schutzsysteme in zur bestimmungsgemäßen Verwendung in explosionsgefährdeten Bereichen angewendet werden, die bei atmosphärischen Druck- und Temperaturbedingungen betrieben werden (Temperatur −20 °C bis 80 °C und Gesamtdrücke von 0,8 bar bis 1,1 bar absolut). Als Gerät wird in dem Anwendungsbereich jedes elektrische und nicht-elektrische Betriebsmittel verstanden, das eine potentielle Zündquelle darstellt. Hierzu gehören Leuchten, Schaltschränke oder elektrische Sensoren, die durch Funken, Lichtbögen oder heiße Oberflächen eine Zündung verursachen können. Unter die Richtlinie fallen aber auch Kupplungen, Ventilatoren, Verdichter oder Zellenradschleusen, die auf Grund möglicher heißer Oberflächen oder bei Schäden durch Funkenbildung einander berührender schnelllaufender metallischer Bauteile als Zündquelle in Betracht kommen.
Die Anforderungen an Geräte, die in explosionsgefährdeten Bereichen eingesetzt werden sollen, steigen von Kategorie 3 über Kat. 2/M2 bis Kategorie 1/M1 an.
Während für Geräte der Kategorie 3 der Hersteller die Konformität durch interne Fertigungskontrollen nachweisen kann, muss bei den anderen Kategorien eine benannte Stelle eingeschaltet und deren Kennnummer auf der Ex-Kennzeichnung des Betriebsmittels angegeben werden. Die Geräte können Einzelprüfungen durchlaufen, oder die Konformität des Gerätes mit der EG-Richtlinie kann zum Beispiel durch eine EG-Baumusterprüfung in Verbindung mit einem geprüften Qualitätssicherungssystem (in Verbindung mit ISO 9000) des Herstellers nachgewiesen werden. Im Kapitel 2 der Richtlinie sind die möglichen Modulkombinationen beschrieben (siehe Tabelle) und in den Anhängen der Richtlinie werden die Module näher beschrieben.
Die zweite unter die Richtlinie fallende Gruppe bilden Schutzsysteme. Hierzu gehören zum Beispiel Flammendurchschlagsicherungen, die eine Explosion örtlich begrenzen oder automatische Löscheinrichtungen. Autonome Schutzsysteme müssen wie Geräte der Kategorie 1/M1 durch eine benannte Stelle geprüft werden.
Für Geräte und Schutzsysteme, die aufgrund der Betriebsbedingungen [Temperatur/Druck] nicht in den Anwendungsbereich der Richtlinie fallen, muss der Explosionsschutz im Rahmen der Gefährdungsbeurteilung nach der Betriebssicherheitsverordnung nachgewiesen werden.

## Kennzeichnung
Es ist zu unterscheiden in Kennzeichnung entsprechend der angewendeten Norm (z. B. IEC 60079-0, EN 60079-0) und Vorgaben durch Richtlinien (ATEX-Richtlinie) oder gesetzlichen Vorgaben/Regelwerken (z. B. National Electrical Code (NEC) in USA).

### Kennzeichnung nach ATEX-Richtlinie 2014/34/EU

Kennzeichnung von Geräten für den Betrieb in explosionsgefährdeten Bereichen nach ATEX-Produktrichtlinie 2014/34/EU

Die ATEX-Richtlinie 2014/34/EU fordert in Anhang II, 1.0.5:
- Ex-Zeichen ATEX-Logo (epsilon kappa im Sechseck, von griechisch έκρηξη für Explosion - PHONETISCH:EKRIXI mit Kappa)
- Gerätegruppe (I: Bergbau, II: alle anderen Bereiche)
- Kategorie gemäß Definition in ATEX-Richtlinie 2014/34/EU (1G, 2G, 3G, 1D, 2D, 3D)
- Kennzeichnung entsprechend der angewendeten Normen

(wurde entsprechend EN 50014 und EN 60079-0 bis 12/2004 mit EEx abgekürzt, mit der Übernahme der IEC-Norm als EN-Norm Ex)
- CE-Zeichen (siehe auch CE-Kennzeichnung)

Bei Produkten, für die eine Fertigungsüberwachung durch eine benannte Stelle gefordert wird, ist mit dem CE-Zeichen die jeweilige Nummer der benannten Stelle anzugeben. Diese gilt für Geräte oder Systeme mit einer EG-Baumusterprüfbescheinigung (diese ist das Ergebnis der EG-Baumusterprüfung) durch eine Benannte Stelle – für elektrische Betriebsmittel für die Zonen 0, 20, 1 und 21 sowie Verbrennungsmotoren und für mechanische Betriebsmittel für die Zonen 0 und 20.
Beispiele für Kennnummern von 'Benannten Stellen'
- 0102 für die physikalisch-Technische-Bundesanstalt; (PTB) Diese vergibt das PTB-Prüfzeichen.
- 0589 für die Bundesanstalt für Materialforschung und -Prüfung (BAM) in Berlin

Hinweis: Die BAM und die PTB sind gemeinsam in geteilter Zuständigkeit die Bundesoberbehörden für den Explosionsschutz.
Beispiel der Kennzeichnung nach Richtlinie 2014/34/EU (ATEX) und EN 60079-0: CE 0589 EX II 2G Ex e II T4

### Kennzeichnung nach Norm auf dem Typenschild
EN 60079-0 (Gas bis Ausgabe 2007)
- Ex
- Zündschutzart, z. B. ia/ib, e, m, d usw.
- Gruppe (I: Bergbau; II: Gas/Staub ohne Bergbau)
- Buchstabe A, B oder C, wenn durch Zündschutzart gefordert (z. B. Ex i, Ex d)
- Temperaturklasse T1 bis T6
- U für Ex-Bauteile (Komponente) oder X: Zusätzliche Anforderungen, siehe Betriebsanleitung
- Zulässiger Umgebungstemperaturbereich, wenn dieser abweichend von −20 °C bis +40 °C ist.

Beispiel der Kennzeichnung nach Norm:
Ex e II T4
Ex ia IIC T4 X
EN 61241-0 (Staub)
- Ex
- Zündschutzart (z. B. Schutz durch Gehäuse tD)
- Angewendete Methode der Prüfung, z. B. A21
- IP-Schutzniveau des Gehäuses nach IEC/EN 60529
- Oberflächentemperatur

Beispiel der Kennzeichnung nach Norm:
Ex tD A21 IP64 T120°C
EN 60079-0 (Ausgabe 2009, IEC 60079-0 Edition 5) für Gas und Staub
Diese Ausgabe führt die allgemeinen Anforderungen für Gas- und Staubatmosphären zusammen.
- Ex
- Zündschutzart, z. B. ia/ib/ic, e, ma/mb, d usw.
- Gruppe (I: Bergbau; II: Gas; III: Staub)
- Buchstabe A, B oder C für die jeweilige Gas- oder Staubgruppe, unabhängig von der/den verwendeten Zündschutzart/en
- Temperaturklasse T1 bis T6 bei Gas oder Oberflächentemperatur bei Staub
- Geräteschutzniveau bzw. Equipment Protection Level (EPL): M Bergbau (Mining) – G Gas (Gas) – D Staub (Dust)

Ma (Sehr hoher Grad der Gefährdung) – Mb (Hoher Grad der Gefährdung)
Ga (Zone 0) – Gb (Zone 1) – Gc (Zone 2)
Da (Zone 20) – Db (Zone 21) – Dc (Zone 22)
- U für Ex-Bauteile (Komponente) oder X: Zusätzliche Anforderungen, siehe Betriebsanleitung
- Zulässiger Umgebungstemperaturbereich, wenn dieser Abweichend von −20 °C bis +40 °C ist.

Beispiel der Kennzeichnung nach Norm (Gas):
Ex e IIC T4 Gb oder alternativ Ex eb IIC T4
Ex ia IIC T4 Ga oder alternativ Ex ia IIC T4
Beispiel der Kennzeichnung nach Norm (Staub):
Ex tb IIIC T120°C Db oder alternativ Ex tb IIIC T120°C
Zusätzlich ist auch der IP-Schutz anzugeben, z. B. IP65.
HinweisKennzeichnungen für Gas und Staub sind nicht zu kombinieren.

## Normative Dokumente

### Harmonisierte Normen
- EN 1127 Explosionsfähige Atmosphären – Explosionsschutz – Teile 1 und 2
- EN 13237 Explosionsgefährdete Bereiche – Begriffe für Geräte und Schutzsysteme zur Verwendung in explosionsgefährdeten Bereichen
- EN 14491 Schutzsysteme zur Druckentlastung von Staubexplosionen
- EN 14797 Einrichtungen zur Explosionsdruckentlastung
- EN 60079 Explosionsgefährdete Bereiche – Teile 0-2, 5-7, 10-11, 13-15, 17-20, 25-26, 28-32, 35
- EN ISO/IEC 80079-20-2 Explosionsfähige Atmosphären – Teil 20-2: Werkstoffeigenschaften – Prüfverfahren für brennbare Stäube
- EN ISO/IEC 80079-34 Explosionsgefährdete Bereiche – Teil 34: Anwendung von Qualitätsmanagementsystemen für die Herstellung von Geräten
- EN ISO 80079-36 Explosionsfähige Atmosphären – Teil 36: Nicht-elektrische Geräte für den Einsatz in explosionsfähigen Atmosphären – Grundlagen und Anforderungen
- EN ISO 80079-37 Explosionsfähige Atmosphären – Teil 37: Nicht-elektrische Geräte für den Einsatz in explosionsfähigen Atmosphären – Schutz durch konstruktive Sicherheit c, Zündquellenüberwachung b, Flüssigkeitskapselung k
- EN ISO/IEC 80079-38 Explosionsfähige Atmosphären – Teil 38: Geräte und Komponenten in explosionsfähigen Atmosphären in untertägigen Bergwerken

### Nationale Regelwerke
- Betriebssicherheitsverordnung
- DGUV Regel 113-001 (früher BGR 104 (davor: ZH 1/10)) Regeln für das Vermeiden der Gefahren durch explosionsfähige Atmosphäre mit Beispielsammlung (Explosionsschutz-Regeln – EX-RL)
- DGUV Regel 109-001 (früher BGR 109 (davor: ZH 1/32)) Richtlinien zur Vermeidung der Gefahren von Staubbränden und Staubexplosionen beim Schleifen, Bürsten und Polieren von Aluminium und seinen Legierungen
- TRGS 722 – Vermeidung oder Einschränkung gefährlicher explosionsfähiger Gemische
- TRGS 727 (früher TRBS 2153) – Vermeidung von Zündgefahren infolge elektrostatischer Aufladungen
- DGUV Information 209-046 - Lackierräume und -einrichtungen für flüssige Beschichtungsstoffe
- VDI 2263 Staubbrände und Staubexplosionen
- VDI 3673 Bl. 1 Druckentlastungen von Staubexplosionen (jetzt EN 14491 s. o.)
- TAA-GS-13 Leitfaden explosionsfähige Staub/Luftgemische und Störfallverordnung, Teil 2 Störfallvorsorge und Anhang